# Brünneleswiesen
Brünneleswiesen ist ein Naturschutzgebiet auf dem Gebiet der baden-württembergischen Stadt Heidenheim an der Brenz und der Gemeinde Königsbronn.

## Kenndaten
Das Naturschutzgebiet wurde mit Verordnung des Regierungspräsidiums Stuttgart vom 6. Oktober 2006 ausgewiesen und hat eine Größe von 63,8 Hektar. Es wird unter der Schutzgebietsnummer 1.258 geführt. Der CDDA-Code für das Naturschutzgebiet lautet 378062  und entspricht der WDPA-ID.

## Lage und Beschreibung
Das Schutzgebiet liegt in der Talaue der Brenz zwischen dem Ortsteil Itzelberg der Gemeinde Königsbronn und dem Stadtteil Aufhausen der Stadt Heidenheim.  
Es liegt im Naturraum 096-Albuch und Härtsfeld innerhalb der naturräumlichen Haupteinheit 09-Schwäbische Alb und wird von dem ergänzenden Landschaftsschutzgebiet 1.35.081 Brenztalaue beim Brünneleskopf mantelförmig umschlossen. Sowohl das FFH-Gebiet Nr. 7226-311 Heiden und Wälder zwischen Aalen und Heidenheim und das Vogelschutzgebiet Nr. 7226-441 Albuch (Vogelschutzgebiet) grenzen an das Naturschutzgebiet.

## Schutzzweck
Wesentlicher Schutzzweck ist gemäß der Schutzgebietsverordnung 
- die Sicherung und Erhaltung der überwiegend als Dauergrünland genutzten, teilweise vernässten Brenztalaue auf überwiegend organischen Böden sowie teilweise Moorböden;
- die Sicherung und Erhaltung der charakteristischen Landschaftselemente und des Landschaftsbildes mit malerischen, vielfältig geprägten und durch Hochstauden, Röhrichte und Gehölze umsäumten Brenzschlingen, Brenzaltarme und sonstiger, kleiner Wassergräben innerhalb des Dauergrünlandes sowohl in ihrer landschaftlichen wie in ihrer ökologischen Bedeutung als natürliche Lebensstätten für Pflanzen- und Tierarten;
- die natürliche Entwicklung der Lebensgemeinschaften in und an der Brenz mit besonderem Schwerpunkt des Schutzes und der Entwicklung von krautigen, höheren Wasserpflanzenarten und der flussbegleiteten  Ufervegetation zur Erhöhung der Selbstreinigungskraft der Brenz, dem Sauerstoffeintrag durch die Photosynthese der Wasserpflanzen und deren positiven Wirkungen zur Begrenzung des Algenwachstums als natürlicher Gegenspieler und Regulator sowie als Lebensraum für Mikroorganismen, wirbellose Tierarten, den Strukturen der Deckung, des Unterstandes und den Laich- und Ruheplätzen für vom Aussterben bedrohte Fischarten;
- der Ausschluss jeglicher Freizeitaktivitäten auf den Gewässern, dem Dauergrünland der Talaue sowie das Betreten außerhalb der ordnungsgemäßen, landwirtschaftlichen Nutzungen und  das Betreten außerhalb der öffentlichen Wege;
- die nachhaltige Ruhe – und Rastfunktion für wassergebundene Vogelarten auf und an der Brenz im Herbst und Winter mit Vorsorgesicherung für den Verlust anderer Talabschnitte und Lebensräume im Oberen Brenztal infolge der Bauleitplanung;
- die Vorsorgesicherung für naturschutzrechtliche Ausgleichsmaßnahmen im Rahmen des Vertragsnaturschutzes, des Grunderwerbsprogrammes des  Landes Baden-Württemberg und für kommunale, naturschutzrechtliche Ausgleichsmaßnahmen im Rahmen der Bauleitplanung.